# Louis Caldera
Louis Caldera (n. 1 de abril de 1956) es un político estadounidense, 17º Secretario del Ejército de los Estados Unidos entre el periodo 1998-2001 y Director de la Oficina Militar de la Casa Blanca durante varios meses de 2009, cargo del que hubo de dimitir tras un escándalo.